# Damien Magee
Damien Magee (* 17. November 1945 in Belfast) ist ein ehemaliger nordirischer Automobilrennfahrer.

## Karriere
Damien Magee zeigte früh in seiner Karriere, dass er das Talent besaß, im internationalen Motorsport mitzufahren. Wie vielen anderen gelang es im jedoch nie, wirklich Fuß zu fassen. Zuerst in der englischen Formel-Junior-Meisterschaft unterwegs, fuhr er zu Beginn der 1970er Jahre alles, was vier Räder hatte. Das hatte den Nachteil, dass er bei der Auswahl der Teams nicht sehr wählerisch war und selten konkurrenzfähige Fahrzeuge bekam.
Dennoch schaffte auch er den Sprung in die Formel 1. Beim Großen Preis von Schweden 1975 in Anderstorp ersetzte er für ein Rennen Arturo Merzario im unterfinanzierten Team Frank Williams Racing Cars. Es reichte für den 14. Rang. Ein zweiter Versuch, sich für einen WM-Lauf zu qualifizieren, scheiterte 1976 beim Großen Preis von Frankreich in Le Castellet: nur Rang 27 im Training mit dem Brabham-BT44-B-Cosworth des privaten Teams RAM Racing. 1977 und 1978 fuhr Magee noch in der Shellsport-G8-Serie in Großbritannien, danach zog er sich vom Rennsport zurück.